# Polylepis multijuga
Polylepis multijuga  es una especie de planta con flor en la familia Rosaceae. 
Es endémica de Perú. Está amenazada por pérdida de hábitat. Posee dos subpoblaciones confinadas, una en Chachapoyas en Amazonas, y en el norte de Cajamarca.

## Taxonomía
Polylepis multijuga fue descrita por Robert Knud Pilger y publicado en Botanische Jahrbücher für Systematik, Pflanzengeschichte und Pflanzengeographie 37: 536, en el año 1906.